# 陳錦文
陳錦文（1806年4月2日—？年），字雲織，號蘆山，行二，甘肅省秦州直隸州清水縣城內西街人，道光二十三年（1843年）癸卯科舉人，咸豐三年（1853年）癸丑大挑一等分發福建，咸豐五年（1855年）代理四川鄰水縣知縣，歷署四川西昌、南溪等縣知縣。